# タグマ
タグマ（ギリシア語: τάγμα,Tagma）は、東ローマ帝国の皇帝直属の常備軍。複数形ではタグマタ（τάγματα,tagmata）。日本語では「中央軍」と訳されることが多い。

## 概要
古代末期、東ローマ帝国の首都コンスタンティノープルには近衛兵が置かれていたが、後に解体された。それに伴って8世紀の皇帝コンスタンティノス5世の時代に整備されたのが始まりとされている。タグマは選抜された職業軍人によって構成され、良く訓練された帝国最上の軍隊であった。活躍したのは8世紀末から、帝国の軍事制度が崩れる11世紀半ばまでである。1071年のマンツィケルトの戦いでタグマの兵士の多くが戦死し、タグマは壊滅した。

## 構成
タグマは9世紀には4つの軍団で構成されていた。人数は各軍団で1,500人、合計6,000人とする説と各軍団に6,000人ずついたという説がある。また、以下の他に「ヘタイレイア(希: Ἑταιρεία）」と呼ばれる部隊や首都の海軍を含めて「タグマ」と呼んでいたこともあった。

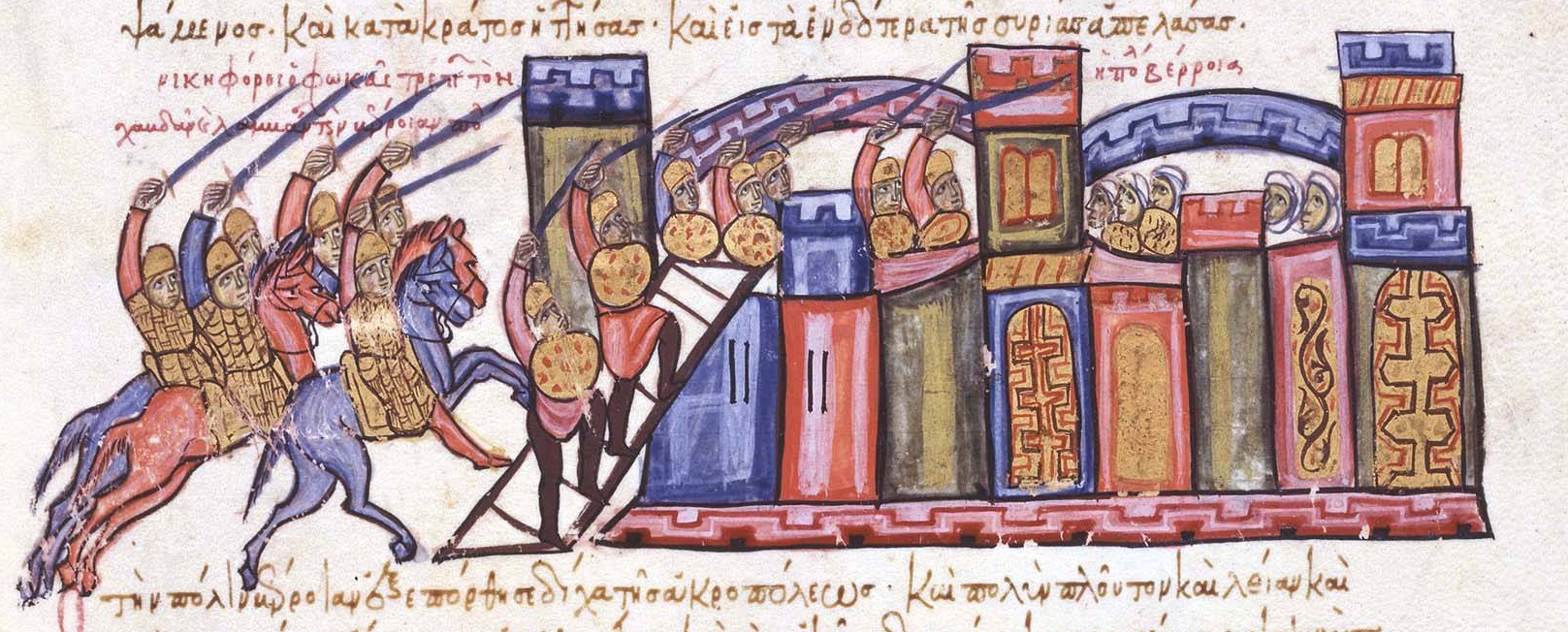
アレッポを攻めるスコライ軍団(962年）。『スキュリツェス年代記』の挿絵より

- スコライ軍団（英語版）（スホラリオス隊  希: Σχολαί）[6]
騎兵と歩兵からなり、通常はコンスタンティノープルの大宮殿にある皇帝の居所の護衛に当たった。戦時にはスコライ軍団司令長官（英語版） (希: δομέστικος τῶν σχολῶν,ドメスティコス・トーン・スコローン）がタグマの各部隊およびテマ（地方軍）の全合同軍を指揮することもあり[2]、実質上皇帝に次ぐ全東ローマ軍の司令長官の役割を担っていた。このため長官の地位は高く、9世紀には上から7番目[7]の爵位である「パトリキオス」（元老院議員身分）に叙せられ、宮廷の官職の序列では5番目に位置づけられていた[8]。10世紀半ば以降は長官は東方と西方に担当が分割され、2人になった。
- エクスクービテース軍団（英語版）（エクスクヴィトル隊 希: Ἐξκούβιτοι）
元はレオ1世の時代に創設された皇帝護衛の小部隊であり、コメスによって指揮されていたが8世紀には長官はドメスティコスとなり[2]、9世紀には長官は爵位こそスコライ軍団の長官と同じパトリキオスであったが宮廷内の序列では上から17番目の役職であった[9]。
- アリトモス軍団（英語版）（アリスモス隊 希: Ἀριθμός)
東西分割後の最初の皇帝アルカディウスによって作られ、長官はドルンガリオスと称した。平時は宮殿の警備、皇帝の親征の際は皇帝の天幕を警備した[10]。「ヴィグラ」(Βίγλα)という別名もあった[11]。爵位はプロートスパタリオス（上から8番目）、宮廷内序列は36番目[12]。
- ヒカナトス軍団（英語版）（イカナトス隊 希: Ἱκανάτοι)
9世紀の皇帝ニケフォロス1世によって創設された。爵位はプロートスパタリオス、宮廷内序列は41番目[13]と低かった。

この他にヌメリ（ヌメロス 希: Νούμεροι）と呼ばれる部隊があった。この部隊は当初は宮殿の警備が任務であったが、7世紀のヘラクレイオスの時代に牢獄の警備に当たるようになり、9世紀にはドメスティコスが指揮する歩兵部隊の名称になっている。
またアモリア朝からマケドニア朝の時代にはスラヴ人やトルコ系民族からなる部隊や、ヴァリャーグと呼ばれるノルマン人などによる部隊が組織された。
タグマの人員は以下のように帝国の国力を反映して増減した。
| 年     | 745    | 810    | 842    | 959    | 970    | 976    | 1025   |
| ------ | ------ | ------ | ------ | ------ | ------ | ------ | ------ |
| 総兵力 | 18,000 | 22,000 | 24,000 | 28,000 | 32,000 | 36,000 | 42,000 |